# Montezumia ferruginea
Montezumia ferruginea är en stekelart som beskrevs av Henri Saussure 1852. Montezumia ferruginea ingår i släktet Montezumia och familjen Eumenidae.

## Underarter
Arten delas in i följande underarter:
- M. f. brasiliensis
- M. f. buyssonoides